# Stazione di Castelfranco in Miscano
La stazione di Castelfranco in Miscano è una fermata ferroviaria posta lungo una tratta a binario unico della linea Napoli-Foggia. L'impianto, gestito da Rete Ferroviaria Italiana, è ubicato al confine tra i territori rurali di Montecalvo e Ariano Irpino, a breve distanza dalla strada statale 90 bis e piuttosto lontano invece dal centro abitato di Castelfranco in Miscano. Geograficamente la stazione è situata a 354 m s.l.m., allo sbocco della galleria Cristina (in territorio di Montecalvo Irpino, lunga 1433 m) e a ridosso del ponte a doppia arcata sul fiume Miscano, oltre il quale ha origine la galleria Starza (nel tenimento di Ariano Irpino, lunga 2600 m).

## Storia
La stazione trae origine da un posto di interscambio creato nel 1869 per ragioni contingenti: infatti la pericolosa presenza nel sottosuolo di idrocarburi gassosi (gli stessi che danno vita alle bolle della Malvizza, i vulcanetti di fango che sorgono poco più a monte, nella media valle del Miscano) rallentò penosamente i lavori di costruzione della galleria Cristina, specialmente dopo che nel 1867 un incidente (causato da una fuoriuscita di grisù con conseguente deflagrazione) aveva provocato la morte di un'intera squadra di operai. Si decise pertanto di creare una variante provvisoria a scartamento ridotto con due posti di interscambio (l'uno sul torrente Ginestra, l'altro sul fiume Miscano) ai due sbocchi del traforo; nel linguaggio comune tali due infrastrutture divennero rispettivamente note come "stazione di Ginestra degli Schiavoni" e "stazione di Castelfranco in Miscano", dal nome dei due comuni ubicati più a monte, ma in gergo tecnico erano più spesso chiamate, rispettivamente, "stazione di Santo Spirito" e "stazione di Starza", dal nome specifico delle località rurali presso cui sorgevano. Nel febbraio 1871, conclusi i lavori di realizzazione della galleria, ebbe inizio una fase di collaudi al termine della quale i due posti di interscambio cessarono le loro funzioni, anche se la postazione sul Miscano è ancora citata (sempre con il nome di "stazione di Starza") in una guida per viaggiatori del 1878. A partire però dal 1924 l'ex posto di interscambio sul Miscano tornò nuovamente utile, poiché nelle sue vicinanze, nel territorio di Ariano di Puglia (l'attuale Ariano Irpino), era stata aperta una grande cava di gesso; a tal fine si provvide anche a costruire una teleferica (lunga 730 m e azionata da un motore a benzina) che collegava direttamente la cava all'ex posto di interscambio, ormai adibito a scalo merci e divenuto noto come "stazione di Cristina" (o anche "fermata di Cristina").

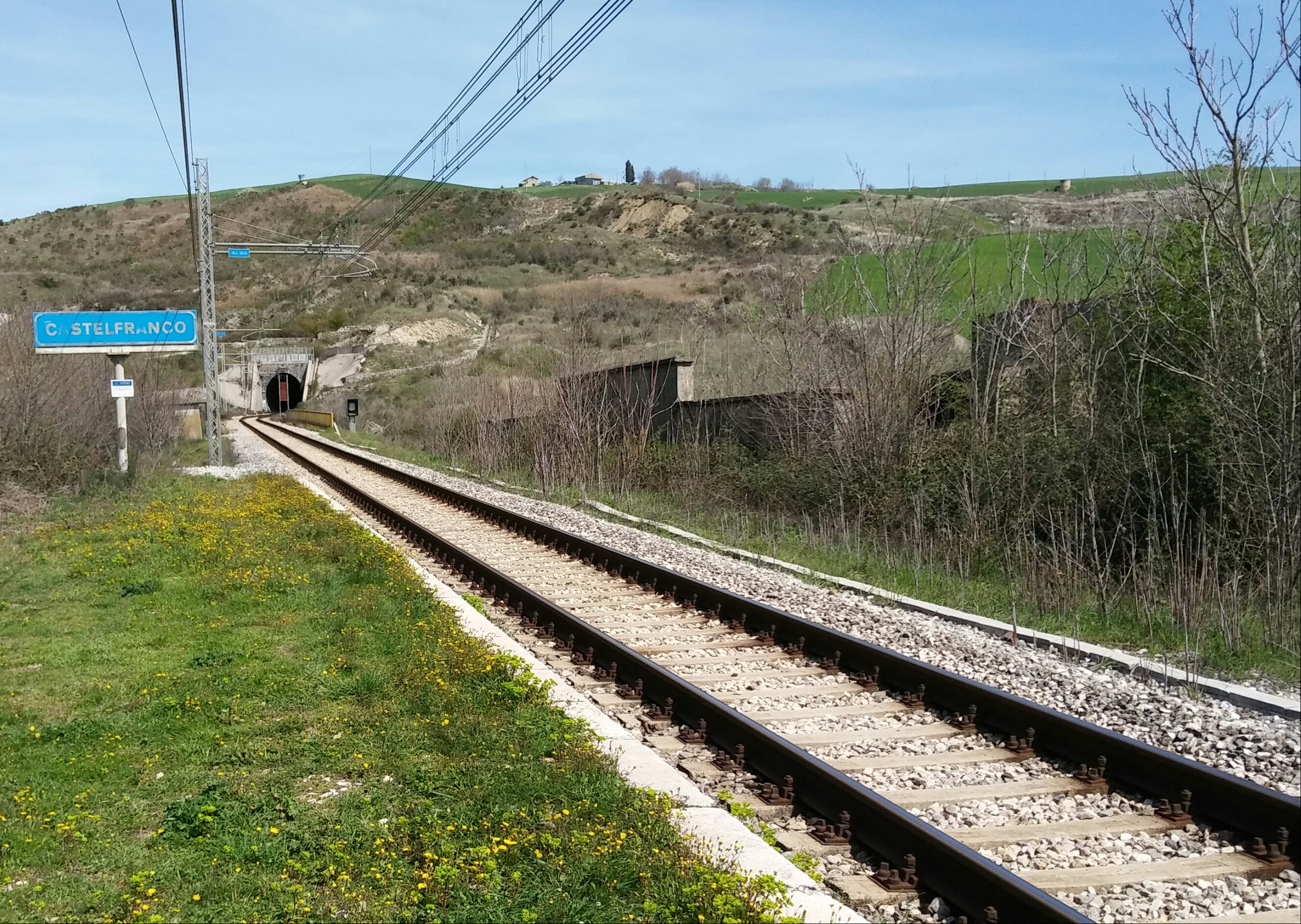
Binari lato Foggia; sullo sfondo la galleria Starza.
A destra i ruderi dello scalo merci e della stazione di valle della teleferica.

Nel 1926-1927 l'intera tratta Benevento-Foggia fu inoltre elettrificata, nell'ambito della sperimentazione (perfettamente riuscita) del sistema di trazione a corrente continua a 3000 volt, in seguito implementato anche sulle altre linee ferroviarie nazionali. Fu però soltanto nel 1939 che si decise di destinare la fermata (ridenominata ufficialmente "Castelfranco in Miscano") al trasporto dei viaggiatori e dei bagagli, fermo restando che l'impianto rimaneva predisposto per l'eventuale aggiunta di un secondo binario ad uso di stazione o di scalo merci. Nel secondo dopoguerra la fermata fu resa inoltre accessibile dalla moderna strada statale 90 bis (aperta progressivamente al transito a partire dal 1955); tale arteria rasentava anche la cava (all'interno della quale veniva intanto scoperto l'insediamento neolitico de La Starza, il più antico della Campania), mentre un apposito ponticello (costruito immediatamente a monte del ponte ferroviario) permetteva di raggiungere un cementificio sorto sull'opposta sponda del fiume Miscano, nello stesso tenimento di Ariano Irpino. L'impianto di stazione era normalmente impresenziato, ma il servizio di trasporto pubblico era comunque garantito da diverse coppie giornaliere di treni passeggeri (erano cinque nel 1955 e quattro nel 1973). Il modesto edificio di stazione fu poi abbattuto a seguito dei danni subiti durante il terremoto dell'Irpinia del 1980 e sostituito da un mini-prefabbricato, mentre le coppie giornaliere di treni passeggeri in fermata vennero ulteriormente ridotte fino alla definitiva soppressione del servizio, avvenuta nel 1990.